# Plectris blanchardi
Plectris blanchardi är en skalbaggsart som beskrevs av Frey 1967. Plectris blanchardi ingår i släktet Plectris och familjen Melolonthidae. Inga underarter finns listade i Catalogue of Life.